# Халимов, Данил Тахирович
Данил Тахирович Халимов (6 июля 1978, Нижний Тагил, Свердловская область — 15 октября 2020, Екатеринбург) — российский и казахстанский борец греко-римского стиля, призёр чемпионата Азии. Мастер спорта России международного класса.

## Биография
Родился в 1978 году в Нижнем Тагиле.
В 1996 году стал бронзовым призёром чемпионата Европы среди юниоров и серебряным призёром чемпионата мира среди юниоров. В 1997 году на чемпионате Европы среди юниоров занял 5-е место.
Впоследствии переехал в Казахстан, стал выступать за алма-атинский клуб «Даулет». В 2002 году завоевал серебряную медаль Азиатских игр. В 2003 году занял 4-е место на чемпионате мира и стал серебряным призёром кубка мира. В 2004 году завоевал серебряную медаль чемпионата Азии, а на Олимпийских играх в Афинах занял 5-е место.
Майор внутренней службы, старший специалист отделения профессиональной подготовки отдела по работе с личным составом УМВД России по Екатеринбургу.
Данил Халимов скончался 15 октября 2020 в возрасте 42 лет в Екатеринбурге от последствий инфицирования вирусом COVID-19.